# 岐阜スゥープス
岐阜スゥープス（ぎふスゥープス、英: Gifu Swoops）は、岐阜県岐阜市をホームタウンとするプロバスケットボールチーム。運営法人は岐阜バスケットボール株式会社。「スゥープス」とは獲物を狙って高い空から急降下（SWOOP）するクマタカの姿に由来する。2003年に一般クラブチームとして創設、2017年に運営法人を設立しプロ化した。現在はB3リーグに所属している。
ロゴは、最強の動物である森の王様クマタカをあしらったデザインになっている。チームカラーは、岐阜から天下統一を目指した武将「織田信長」になぞらえて、信長をイメージする黒と赤、そして岐阜県の色である緑をチームカラーとしている。

## 歴史

### 参入前
2003年10月、一般クラブチームとして結成。岐阜市出身の田中昌寛がキャプテンに就任した後、全日本クラブ選手権で優勝を達成するなど強豪クラブとなる。
2017年1月、クラブのプロ化を勧めた松葉俊治、クラブスタッフの細田英樹、田中が中心となり、岐阜バスケットボール株式会社を設立。細田が社長、松葉が取締役、田中はチームマネージャーに就任した。同年9月、B3リーグ理事会にてB3リーグ準加盟が認定され、2018年3月にB3クラブライセンスが交付された。同年7月に新チームロゴ、チームカラー、スローガン、マスコット、日本人選手を発表した。

### B3リーグ

#### 2018-19シーズン
楠本和生が新ヘッドコーチ（HC）に就任。クラブチーム時代にHCを務めていた梶本健治がアシスタントコーチ（AC）に就任した。開幕第3戦目のアウェイ・鹿児島戦でB3参入後初勝利を記録。12月12日、楠本HCを解任し、梶本ACがHC代行に就任。ファーストステージは7チーム中5位。レギュラーシーズンは10チーム中8位。ファイナルステージは7チーム中5位。総合勝ち点は10チーム中6位だった。

#### 2019-20シーズン
前アソシエイトコーチの落慶久が新HCに就任。今シーズンよりレギュラーシーズンのみの開催となり、成績は12チーム中11位。

#### 2020-21シーズン
前ACの田中聡が新HCに就任した。シーズンは前シーズンより勝利数が増加し、11チーム中8位となった。

#### 2021-22シーズン
スローガン：ALL FOR GIFU
田中HCが続投。10月12日にB.LEAGUE準加盟が承認された。成績は19勝29敗で15チーム中10位だった。

## 成績

### 全日本クラブバスケットボール選抜大会
- 2012年（平成24年） 優勝
- 2014年（平成26年） 4位
- 2016年（平成28年） 3位
- 2017年（平成29年） 優勝

### 全日本クラブバスケットボール選手権大会
- 2010年（平成22年） 準優勝
- 2013年（平成25年） 優勝
- 2014年（平成26年） 優勝（2年連続）
- 2015年（平成27年） 準決勝進出

## 選手とスタッフ
| 記号説明 |                           |  |                           |
|          | チームキャプテン          |  | (C) オフコートキャプテン  |
|          | 故障者                    |  | (+) シーズン途中契約      |
|          | (S) 出場停止              |  | (帰) 帰化選手             |
|          | (ア) アジア特別枠選手     |  | (申) 帰化申請中選手（B3） |
|          | (特) 特別指定選手         |  | (留) 留学実績選手（B3）   |
|          | (育) ユース育成特別枠選手 |  | (U) U22枠選手             |

公式サイト
| - ロースター - スタッフ - スタッツ - 故障者リスト | - 選手契約登録規程 B1.B2 / B3 - FA選手リスト |

## ユニフォーム

### ユニフォームスポンサー（2023-24シーズン）
- サプライヤー：DalPonte[13]
- 前面：十六フィナンシャルグループ（右肩）、西濃建設（ホーム中央）、東洋スタビ（アウェー中央）
- パンツ：東洋スタビ（右前）、岐阜トヨペット（左前）、モレラ岐阜（右後ろ）、田中社寺（左後ろ）

### 歴代ユニフォーム
| HOME      | HOME      | HOME      | HOME      | HOME      |
| --------- | --------- | --------- | --------- | --------- |
| 2018 - 19 | 2019 - 20 | 2020 - 21 | 2021 - 22 | 2022 - 23 |
| 2023 - 24 | 2024 - 25 | 2025 - 26 |           |           |
|           |           |           |           |           |

| AWAY      | AWAY      | AWAY      | AWAY      | AWAY      |
| --------- | --------- | --------- | --------- | --------- |
| 2018 - 19 | 2019 - 20 | 2020 - 21 | 2021 - 22 | 2022 - 23 |
| 2023 - 24 | 2024 - 25 | 2025 - 26 |           |           |
|           |           |           |           |           |

| Other                                      | Other                                      | Other                                      | Other                                      | Other                                      |
| ------------------------------------------ | ------------------------------------------ | ------------------------------------------ | ------------------------------------------ | ------------------------------------------ |
| 2019 - 20 3rd 西濃建設 東洋スタビ PRESENTS | 2020 - 21 3rd 西濃建設 東洋スタビ PRESENTS | 2021 - 22 3rd 西濃建設 東洋スタビ PRESENTS | 2022 - 23 3rd 西濃建設 東洋スタビ PRESENTS | 2023 - 24 3rd 西濃建設 東洋スタビ PRESENTS |
| 2024 - 25 3rd 西濃建設 東洋スタビ PRESENTS |                                            |                                            |                                            |                                            |
|                                            |                                            |                                            |                                            |                                            |

## ホームアリーナ
B3リーグ参戦初年度は、ホームアリーナの岐阜市のOKBぎふ清流アリーナ(岐阜アリーナ)の他に、同市の岐阜メモリアルセンター、関市のせきしんふれ愛アリーナ（現アテナ工業アリーナ）、郡上市の郡上市総合スポーツセンター、下呂市の下呂交流会館温アリーナでホームゲームを行った。
| シーズン | リーグ | ホームゲーム数 | 岐阜   | その他の会場                    | ポストシーズン |
| 2018-19  | B3     | 30             | 22     | 岐阜MC：2 関：2 郡上：2 下呂：2 |                |
| 2019-20  | B3     | 19(30)         | 11(20) | 岐阜MC：0(2) 関：4 郡上：4      |                |
| 2020-21  | B3     | 20             | 16     | 岐阜MC：2 関：2                 |                |
| 2021-22  | B3     | 26(28)         | 20     | 岐阜MC：4 関：0(2) 池田：2      |                |
| 2022-23  | B3     | 29             | 18     | 岐阜MC：4 関：2 郡上：2         |                |
| 2023-24  | B3     | 26             | 18     | 岐阜MC：4 郡上：2 飛騨高山：2   |                |
| 2024-25  | B3     | 26             | 18     | 岐阜MC：6 飛騨高山：2           |                |

括弧内は開催予定だった試合数
会場凡例
- 岐阜 - OKBぎふ清流アリーナ
- 岐阜MC - 岐阜メモリアルセンター
- 関 - 関市総合体育館
- 郡上 - 郡上市総合スポーツセンター
- 下呂 - 下呂交流会館
- 池田 - 池田町総合体育館 (岐阜県)
- 飛騨高山 - 飛騨高山ビッグアリーナ

## マスコット
- スパーキー[1]

森の王様といわれるクマタカをモチーフにしている。また、チームカラーのイメージとなった織田信長を連想させる、黒赤のマントをまとっている。

## チアダンスチーム
- GIFU SWOOPS チアリーダズ